# Перету (Олт)
Перету (рум. Peretu) — село у повіті Олт в Румунії. Входить до складу комуни Осіка-де-Сус.
Село розташоване на відстані 139 км на захід від Бухареста, 16 км на південь від Слатіни, 43 км на схід від Крайови.

## Населення
За даними перепису населення 2002 року у селі проживала 231 особа, усі — румуни. Усі жителі села рідною мовою назвали румунську.